# Trynidad i Tobago na Igrzyskach Imperium Brytyjskiego 1934
Trynidad i Tobago wystartowały na Igrzyskach Imperium Brytyjskiego w 1934 roku w angielskim mieście Londyn jako jedna z 16 reprezentacji. Była to druga edycja tej imprezy sportowej. Reprezentacja nie zdobyła żadnych medali.